# Stazione di Assemini Carmine
La stazione di Assemini Carmine è una fermata ferroviaria posta sulla linea Cagliari-Golfo Aranci, a servizio della zona orientale del comune di Assemini.  Inaugurata nel 2009, è utilizzata esclusivamente nell'ambito del servizio ferroviario metropolitano di Cagliari. La fermata è gestita da RFI (gruppo FS).

## Storia

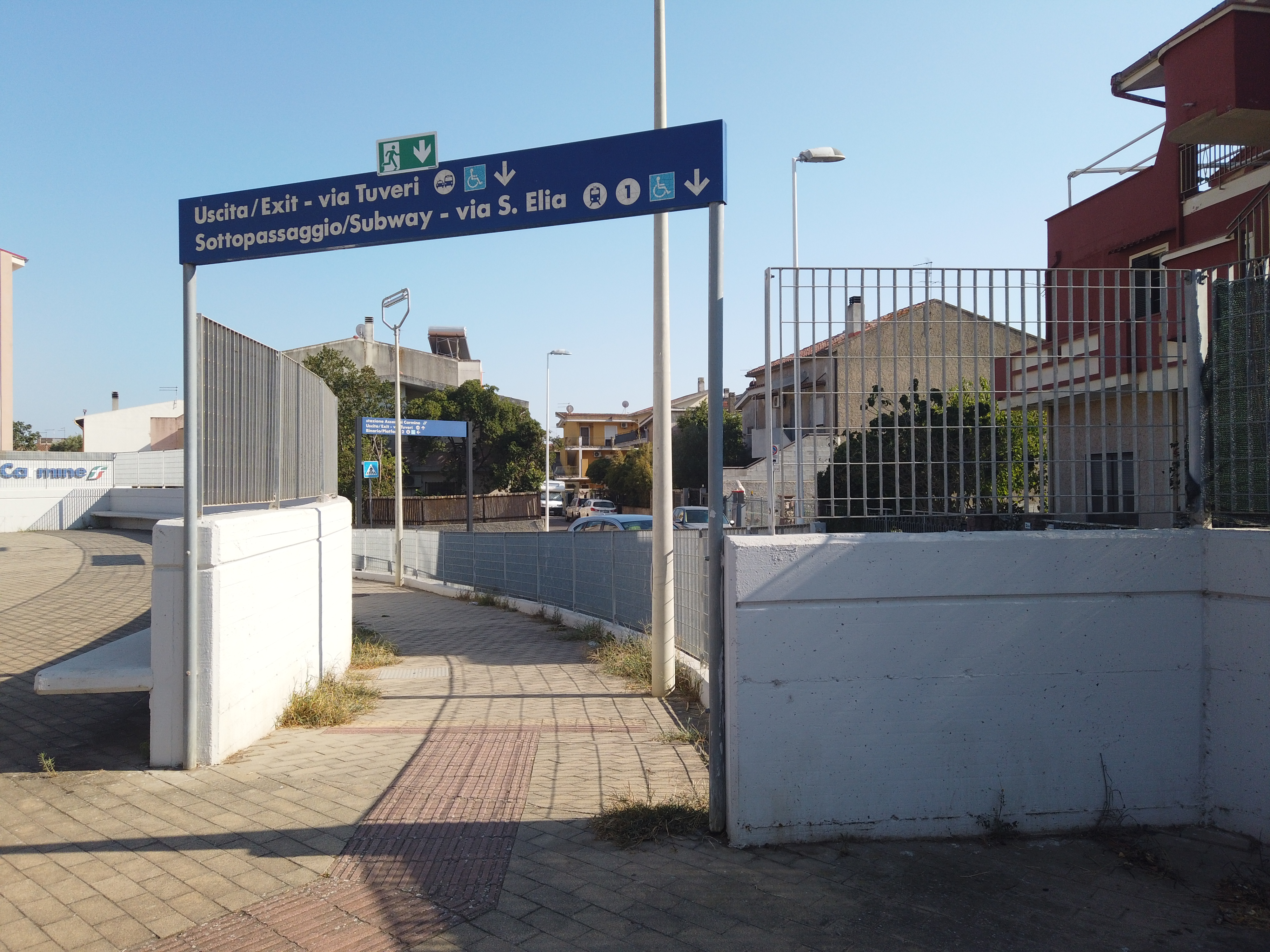
L'uscita est della fermata

La costruzione della fermata di Assemini Carmine si ricollega alla decisione di potenziare nella seconda metà degli anni 2000 i collegamenti ferroviari tra Cagliari e i centri dell'hinterland. Infatti nell'ottica di migliorare il servizio furono in quegli anni realizzate tre fermate, due delle quali destinate a servire le zone di Assemini più distanti dalla locale stazione ferroviaria. La fermata di Assemini Carmine, situata nei pressi dell'omonimo cavalcaferrovia nella parte orientale del centro abitato, venne attivata il 14 giugno 2009. Quattro anni dopo, con l'entrata in vigore dell'orario di Trenitalia per il secondo semestre 2013, la stazione venne disabilitata al servizio viaggiatori, l'unico espletato nell'impianto. La fermata restò in disuso per un anno sino al 15 giugno 2014, data in cui ricominciò ad essere utilizzata con le modalità precedenti al 2013.

## Strutture e impianti

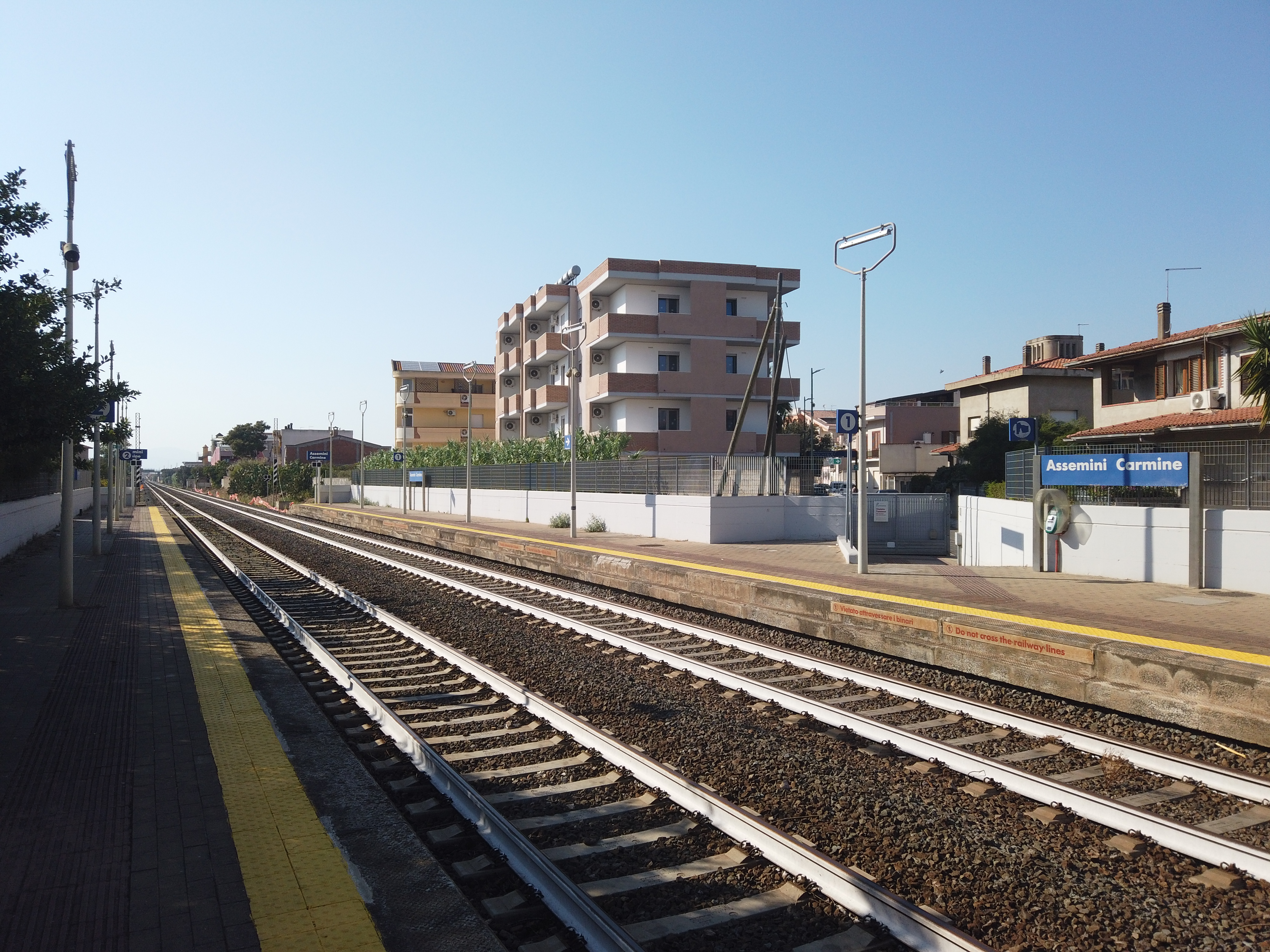
Il binario 2 dell'impianto

La fermata è situata nel tratto a doppio binario della ferrovia Cagliari-Golfo Aranci, tra le stazioni di Cagliari Elmas e Assemini: sono quindi presenti i 2 binari di corsa, uno per ogni senso di marcia, serviti da 2 banchine laterali.

## Movimento
La fermata è servita esclusivamente dai treni metropolitani di Trenitalia utilizzati per il servizio ferroviario metropolitano del capoluogo sardo, mentre dinanzi allo scalo i treni regionali e i treni regionali veloci effettuano il solo transito.

## Servizi

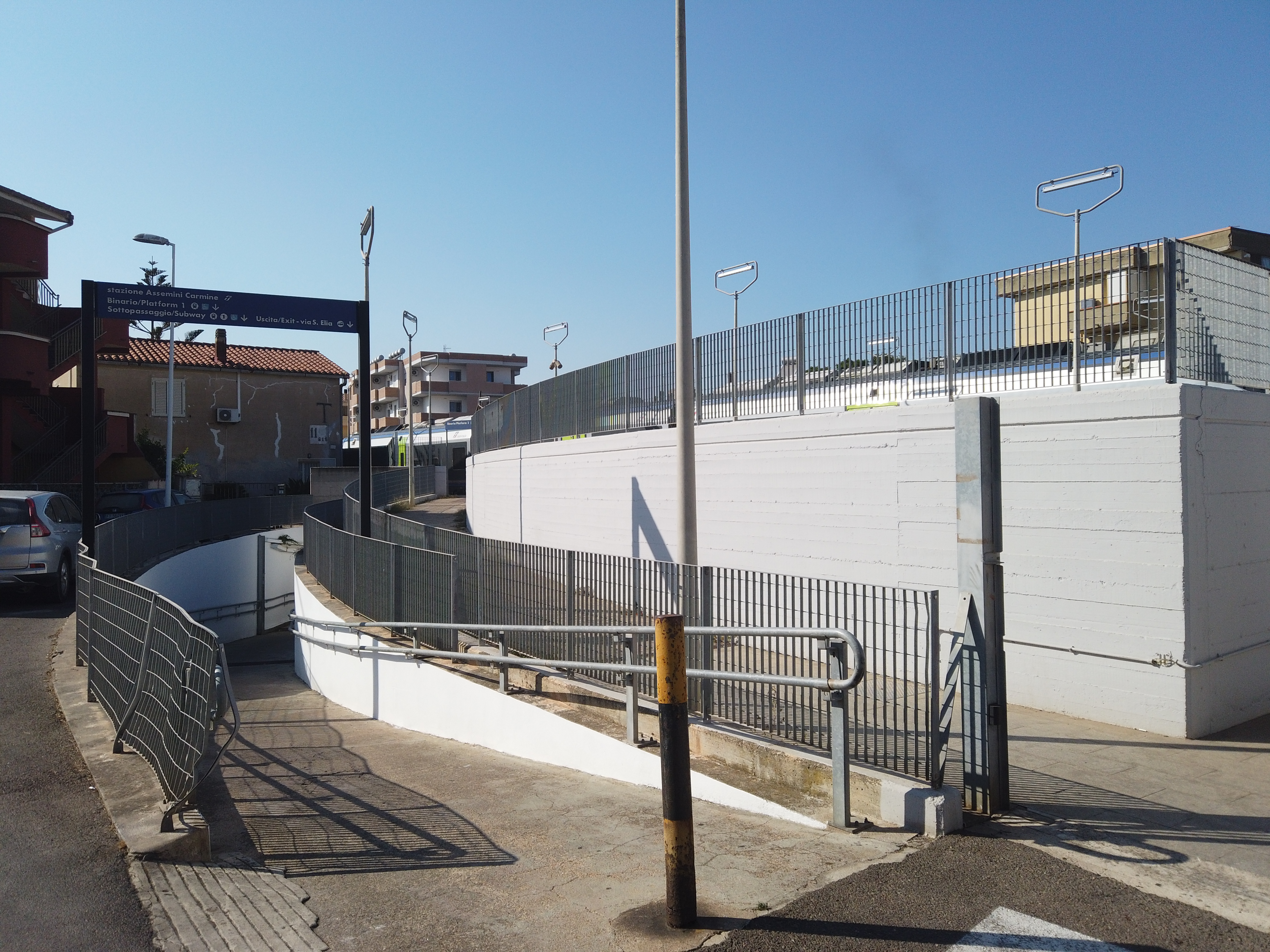
L'accesso al sottopassaggio

La fermata è dotata di due banchine (coperte da pensiline e dotate di posti a sedere) collegate da un sottopassaggio pedonale, ed è accessibile a persone con disabilità di tipo motorio (grazie alla presenza di apposite rampe), visivo e uditivo. Secondo la classificazione RFI l'impianto rientra nella categoria "bronze".